# Symbiotes duryi
Symbiotes duryi is een keversoort uit de familie zwamkevers (Endomychidae). De wetenschappelijke naam van de soort werd in 1910 gepubliceerd door Walton.